# Esves-le-Moutier
Esves-le-Moutier is een gemeente in het Franse departement Indre-et-Loire (regio Centre-Val de Loire) en telt 164 inwoners (1999). De plaats maakt deel uit van het arrondissement Loches.

## Geografie
De oppervlakte van Esves-le-Moutier bedraagt 10,4 km², de bevolkingsdichtheid is 15,8 inwoners per km².
De onderstaande kaart toont de ligging van Esves-le-Moutier met de belangrijkste infrastructuur en aangrenzende gemeenten.

## Demografie
Onderstaande figuur toont het verloop van het inwonertal (bron: INSEE-tellingen).